# Байден, Джилл
Джи́лл Тре́йси Дже́йкобс Ба́йден (англ. Jill Tracy Jacobs Biden; по первому мужу Сти́венсон (англ. Stevenson); род. 3 июня 1951, Атлантик-Сити, штат Нью-Джерси, США) — американская общественная деятельница, учительница, первая леди США с 20 января 2021 года по 20 января 2025 года, вторая леди США с 2009 по 2017 годы. Супруга 47-го вице-президента и 46-го президента США Джо Байдена.

## Биография

### Ранние годы и образование
Джилл Трейси Джейкобс родилась в Хаммонтоне, Нью-Джерси. Большую часть детства провела в Уиллоу-Гров, Пенсильвания. Её отец, Дональд Джейкобс (1927—1999), был кассиром банка в ссудо-сберегательной ассоциации в Честнат-Хилл, Пенсильвания. Фамилия отца первоначально была Джакоппа (Giacoppa), имевшая итальянские корни. Мать Джилл, Бонни Джин Годфри Джейкобс (1930—2008), была домохозяйкой. Семья была не особо религиозной, но в девятом классе Джилл Джейкобс брала уроки, чтобы присоединиться к Пресвитерианской церкви.
Джейкобс всегда хотела сделать самостоятельную карьеру. В 15 лет она устроилась официанткой в Джерси Шор, прибережном районе Нью-Джерси. Обучалась в средней школе Морленд, где была немного непослушной, но любившей уроки английского языка. Школу Джейкобс окончила в 1969 году. В 1987 году она окончила университет Вилланова со степенью магистра искусств английского языка.
Она познакомилась с сенатором Джозефом Байденом в марте 1975 года. Они встретились на свидании вслепую, устроенном его братом Фрэнком, который знал ее в колледже. Байден видел ее фотографию в местной рекламе. Хотя между ними была разница в девять лет, она была впечатлена его простым общением и манерами по сравнению с мужчинами из колледжа, которых она знала, и после их первого свидания она сказала матери: «Мама, я наконец-то встретила джентльмена».
Она и Джо Байден поженились 17 июня 1977 года в часовне Организации Объединенных Наций в Нью-Йорке. Впоследствии его отец Джозеф-старший описал это как «очень личное дело», которое возглавил священник-иезуит. Свой медовый месяц они провели на озере Балатон в Венгерской Народной Республике, за Железным занавесом. Она вырастила Бо и Хантера, и они даже называли ее мамой.
См. также: Президентские выборы в США (2008)

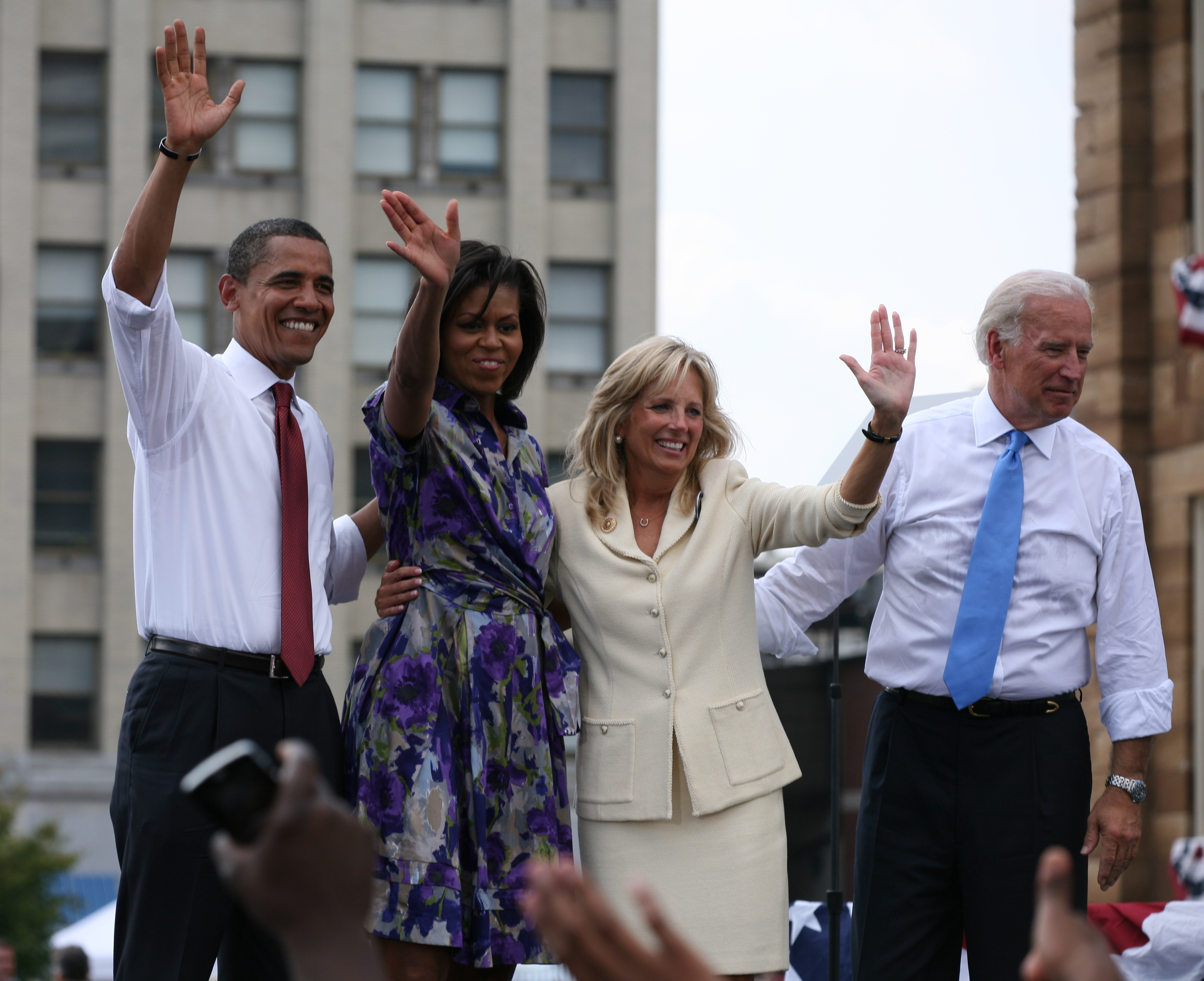
Барак Обама объявляет Джо Байдена кандидатом в вице-президенты в августе 2008-го.

После переизбрания Джорджа Буша-младшего в 2004, Джилл призвала своего мужа баллотироваться на пост президента, к чему тот впоследствии прислушался. Позже она прокомментировала это следующим образом: «Я буквально носила чёрный всю неделю. Я просто не могла поверить, что он [Буш] выиграл, потому что я чувствовала, что всё уже было слишком плохо. Я была против войны в Ираке. И я сказала Джо: „Тебе нужно изменить это, ты должен изменить это“». Во время президентской кампании Джо Байдена, она на протяжении недели продолжала преподавать, и присоединилась к агитации лишь к выходным. Джилл Байден заявляла, что при избрании в качестве Первой Леди, она бы заняла активную гражданскую позицию в вопросах образования. Она также сказала, что в основном аполитична и не будет настаивать на участии в заседаниях Кабинета министров.
Джо Байден проиграл номинацию Бараку Обаме, однако впоследствии был выбран им как кандидат на пост вице-президента. После этого Джилл возобновила агитацию. Она не была профессиональным политическим оратором, однако ей удалось установить хорошую связь с аудиторией. Также миссис Байден провела несколько совместных выступлений с Мишель Обамой.В течение всего времени, когда её муж баллотировался в вице-президенты, Джилл Байден продолжала преподавать четыре дня в неделю в Техническом и Общинном колледже штата Делавэр осенью 2008-го года, а затем проводила кампанию на протяжении долгого уик-энда, одновременно с этим проверяя школьные работы в агитационном автобусе.

### Вторая леди США

#### Первый срок

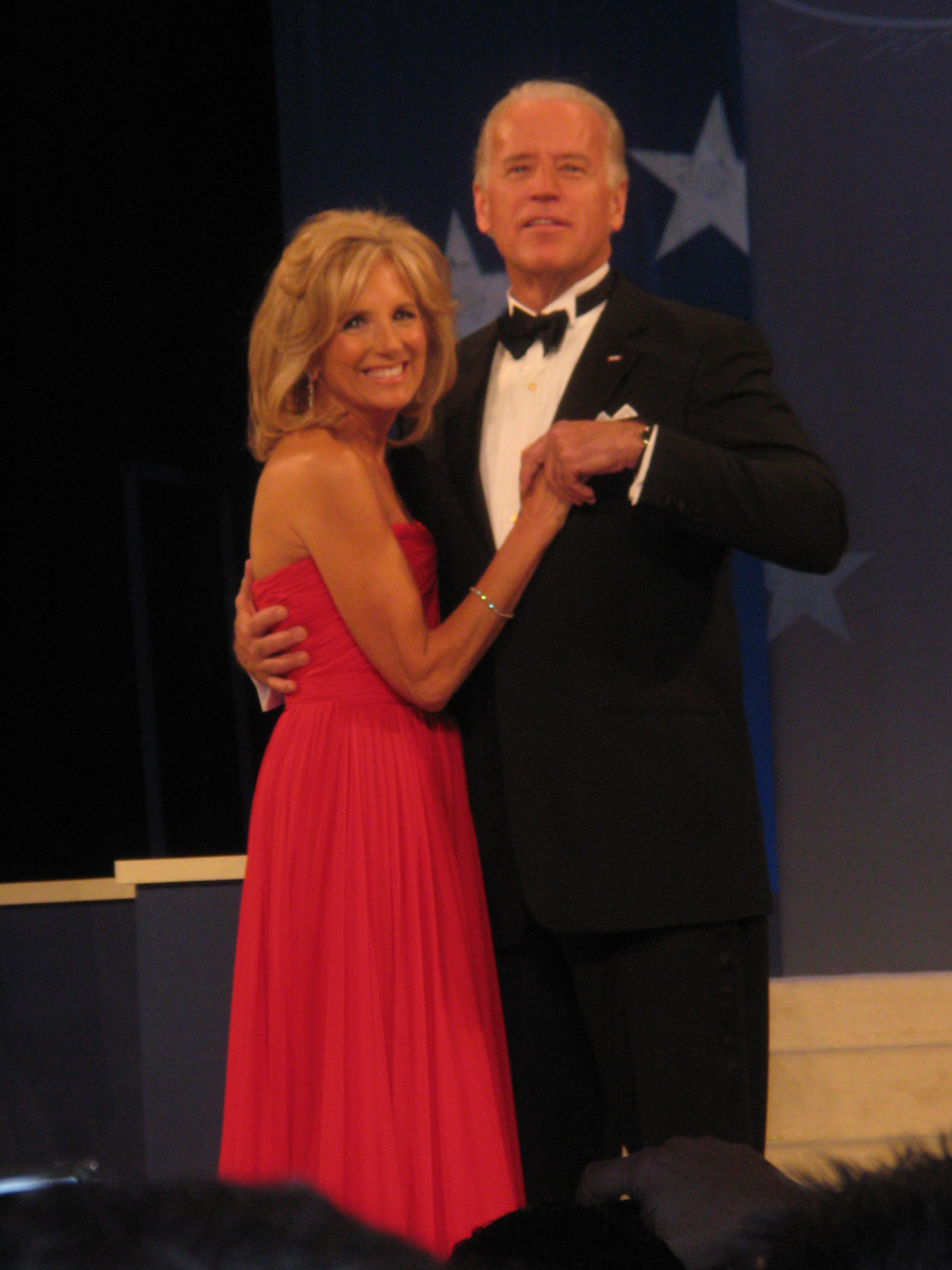
Джилл и Джо Байден танцуют на балу в честь инаугурации Барака Обамы 20 января 2009 года.

Несмотря на переезд в резиденцию вице-президента в Вашингтон в качестве Второй леди, Джилл Байден намеревалась продолжить преподавание в одном из колледжей столицы и некоторые из них приняли её на работу. В январе 2009 года она начала преподавать английские курсы в Северном колледже Вирджинии, втором по величине колледже страны. Байден стала первой работающей Второй леди во время нахождения на посту мужа. Позже она планировала стать общественным защитником местных колледжей и консультировать администрацию Обамы по вопросам, связанными с ними. Во время объявлений Белого дома Вторую леди представляли как «доктор Джилл Байден».
Кэтрин Рассел, бывшая советница Сената США по международным отношениям, была назначена Байден вторым помощником. Кортни О’Доннер была утверждена директором по связям с общественностью, а Кирстен Уайт помощником О’Доннер. Вторая леди имеет штат из восьми человек и занимает угловой офис в здании Исполнительного офиса Эйзенхауэра.
В июне 2009 года колледж Кингбороу в Бруклине, Нью-Йорк присудил Джилл Байден степень доктора гуманитарных наук. В январе 2010 года она произнесла речь в университете Делавэра. В августе 2010 года Байден появилась в эпизоде драмы «Армейские жёны», используя это в кампании мужа как часть программы по помощи семьям военнослужащих.

#### Второй срок

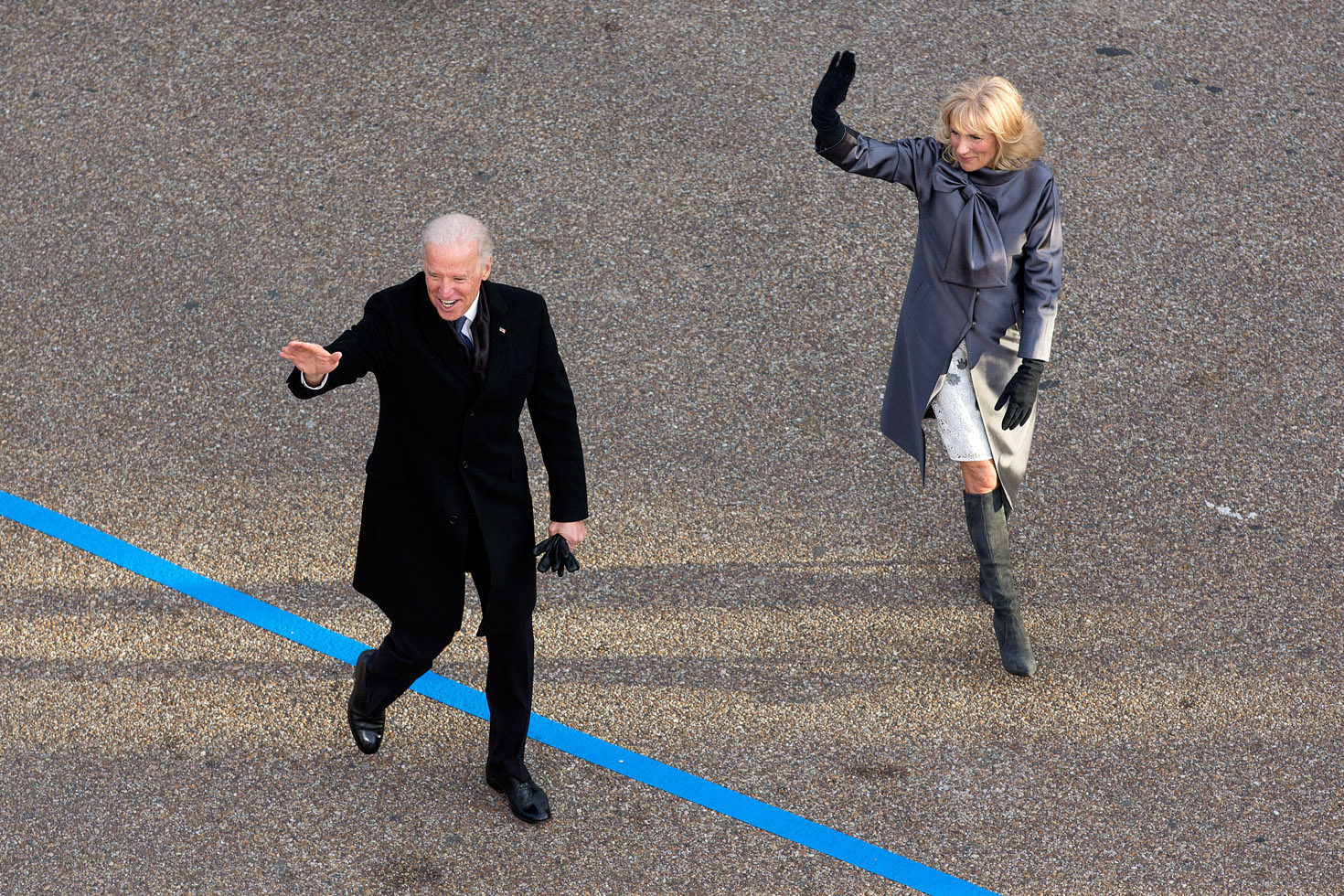
Джилл Байден вместе с мужем во время инаугурационного парада 21 января 2013 года.

Во время своего второго срока, Байден продолжала участвовать в поддержке военнослужащих, в том числе она организовала несколько посещений реабилитационного центра Intrepid и сделала визит на соревнование «Invictus Games» в Лондоне. Во время выборов в Конгресс США 2014 года, Джилл Байден агитировала за ряд демократических кандидатов, таких как Марк Юдалл в Колорадо и Мишель Нанн в Джорджии.
В мае 2015 года она перенесла смерть своего пасынка Бо Байдена от рака мозга.
Вместе с мужем присутствовала в Саду роз Белого дома, когда тот объявил о нежелании баллотироваться на пост президента в 2016 году. По её словам, Джилл Байден была разочарована решением мужа, считая, что он высококвалифицирован для этой должности и «был бы лучшим президентом». В течение 2016 года она вместе с мужем присутствовала на слушаниях Cancer Breakthroughs 2020 (англ. Достижения в борьбе с раком-2020), в которых он был ведущим.
В марте 2016 года она возглавляла официальную церемонию по случаю возвращения астронавта Скотта Келли на Землю после года нахождения в космосе.
20 января 2017 передала обязанности своей преемнице — Карен Пенс.

### Первая леди США

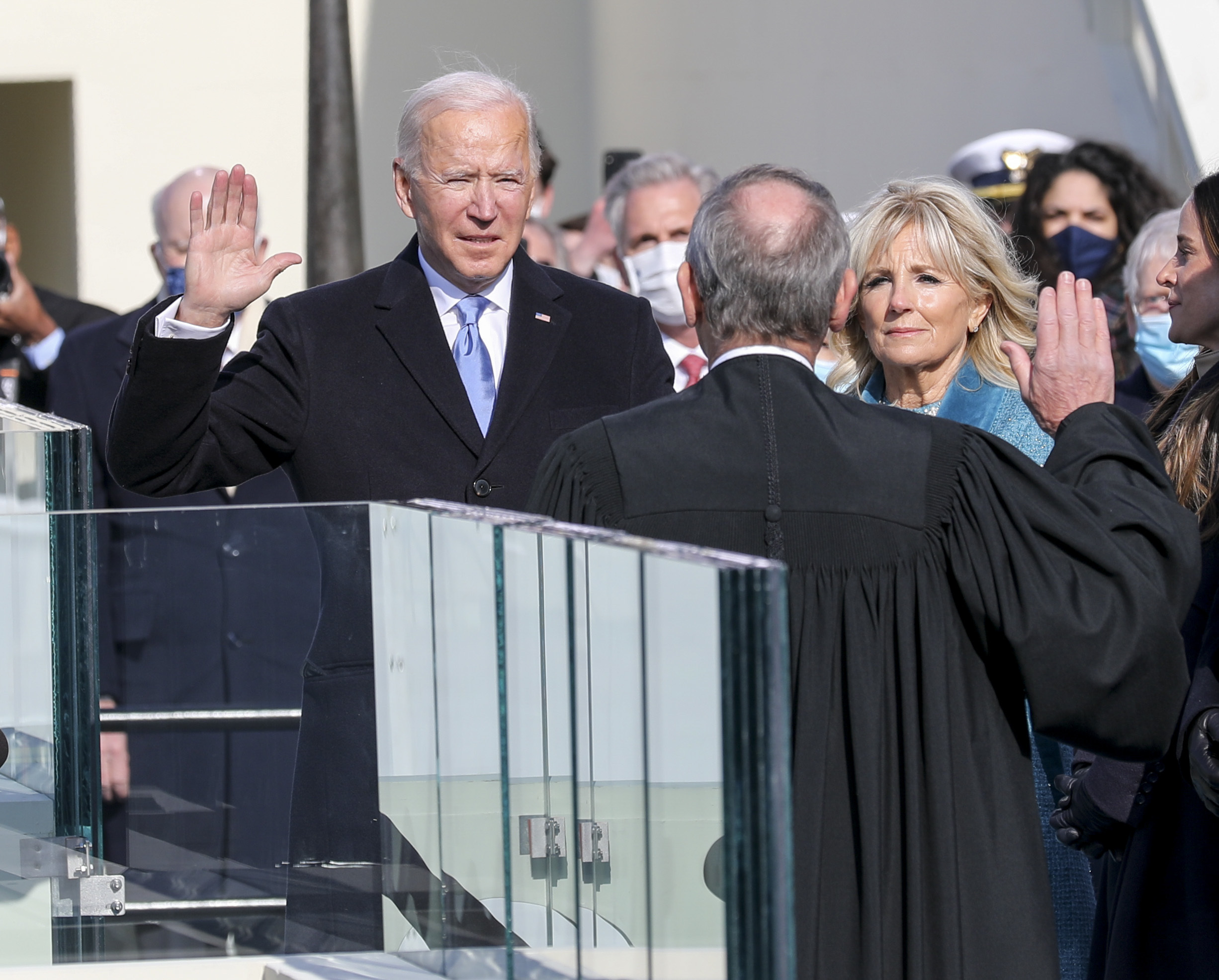
Джилл Байден на инаугурации своего мужа (справа)
20 января 2021

Муж Джилл Байден был избран президентом и вступил в должность 20 января 2021 года. Она первая супруга со времен Барбары Буш, которая занимала должности как второй леди, так и первой леди, и первая со времен Пэт Никсон, которая занимала их непоследовательно.
В возрасте 69 лет Байден стала самой старой первой леди, занявшей эту должность. Уходящая первая леди Мелания Трамп не пригласила новую первую леди Джилл Байден в Белый дом на чай и экскурсию, что ранее было традицией при президентской передаче власти.
В течение 2021 года Джилл Байден посетила 16 военных объектов и провела более 20 мероприятий для семей военнослужащих, посвященных трудоустройству, предпринимательству и другим вопросам. В том же году Канцелярия первой леди присоединилась к Совету национальной безопасности США, создав Комитет по межведомственной политике объединения сил для обеспечения предложений федерального правительства по поддержке семей военнослужащих.
В июне 2021 года Джо и Джилл Байден посетили Корнуолл в Великобритании, чтобы принять участие в 47-м саммите G7. Байден и герцогиня Кембриджская посетили учеников начальной школы и приняли участие в дискуссии за круглым столом, посвященной дошкольному образованию. Пара написала статью об уходе за детьми раннего возраста, опубликованную CNN.
В июле 2021 года Байден посетила Токио (Япония), в ходе своей первой одиночной поездки за границу в качестве первой леди. Там она встретилась с премьер-министром Японии Ёсихидэ Суга с его женой Марико Суга во дворце Акасака и встретилась с императором Нарухито в Императорском дворце Токио.
Она также посетила американских спортсменов на летних Олимпийских играх 2020 года и присутствовала на церемонии открытия Олимпийских игр на Олимпийском стадионе.
В октябре 2021 года Джо и Джилл Байден посетили Ватикан. Там пара встретилась с Папой Франциском в Апостольском дворце, чтобы обсудить мировую бедность и изменение климата. В том же месяце пара посетила Рим, Италия, для участия в саммите лидеров G20. Байден встретился с Сереной Каппелло, женой премьер-министра Италии Марио Драги, во дворце Киджи и Бриджит Макрон, женой президента Франции Эммануэля Макрона. Она также посетила семьи американских военнослужащих в Неаполе.
С января 2024 года принимает активное участие в президентской кампании мужа с целью успешного баллотирования последнего на второй срок. В марте 2024 года на акции совместно с Кристиной Агилерой выступила в поддержку права женщин на аборт.

## Семья и личная жизнь

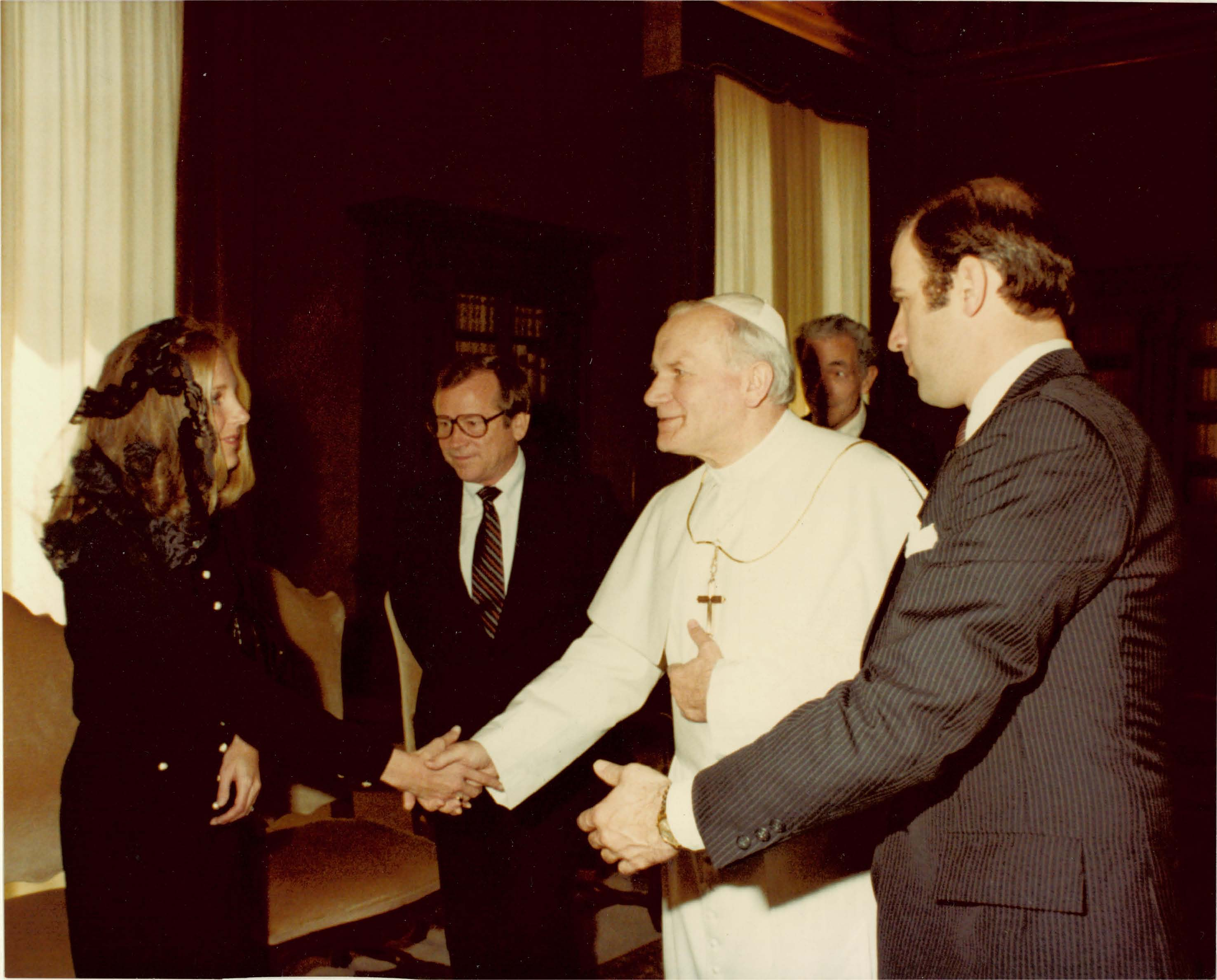
Встреча Джо и Джилл Байден с Папой Иоанном Павлом II в Риме, в апреле 1980.

Первый муж. В феврале 1970 года она вышла замуж за Билла Стивенсона, бывшего футболиста колледжа, взяв имя Джилл Стивенсон. Пара развелась в 1974 году.
Второй муж: Джо Байден, познакомилась в 1975 году, поженились в 1977.
- Пасынки от первого брака Джозефа Байдена: Бо Байден (1969—2015) и Хантер Байден (род. 1970).
- Дочь: Эшли Байден (род. 1981)[69] — социальная работница, активист, филантроп и модельер.

Родители Джилл называли себя «агностиками-реалистами» и не посещали церковь, но она часто посещала воскресные службы в пресвитерианской церкви со своей бабушкой. Позже Джилл Джейкобс самостоятельно посещала занятия по членству в соседней Пресвитерианской церкви Абингтона и в 16 лет был конфирмирована. После знакомства с Байденом, Джилл постепенно перешла в римо-католицизм и их процедура венчания была оформлена в католических традициях.